# Çalıkuşu
Çalıkuşu è una serie televisiva turca trasmessa dal 2013 al 2014 su Kanal D, adattamento dell'omonimo romanzo di Reşat Nuri Güntekin pubblicato nel 1922.
La serie, scritta da Sevgi Yilmaz e diretta da Cagan Irmak e Dogan Umit Karaca, ha come protagonisti gli attori turchi Burak Özçivit e Fahriye Evcen. È stata venduta in vari Paesi, tra cui Israele, Iran, Serbia, Bulgaria, Russia, Ucraina e Kazakistan.

## Trama
Feride, una ragazza orfana cresciuta con gli zii, si innamora del cugino Kamran, un rispettato medico che è l'orgoglio della famiglia.

## Personaggi e interpreti
- Kamran, interpretato da Burak Özçivit.
- Feride, interpretata da Fahriye Evcen.
- Seyfettin, interpretato da Mehmet Özgür.
- Besime, interpretata da Elif İskender.
- Necmiye, interpretata da Ebru Helvacıoğlu.
- Selim, interpretato da Deniz Celiloğlu.
- Neriman, interpretata da Begüm Kütük.
- Gülmisal Kalfa, interpretata da Güneş Hayat.
- Dilber Kalfa, interpretata da Hülya Gülşin.
- Nuriye, interpretata da Elif Sümbül Sert.
- Levent, interpretato da Alptekin Serdengeçti.
- Sör Aleksi, interpretata da Aslı İçözü.
- Münevver, interpretata da Pınar Çağlar Gençtürk.